# McLaren MCL60
McLaren MCL60 —  болід Формули-1, розроблений і виготовлений Макларен для участі в чемпіонаті Формули-1 2023. Пілотами стали Ландо Норріс та Оскар Піастрі. Це стало п'ятим сезоном в команді для Норріса та дебютним сезоном в Формулі-1 для Піастрі.

## Історія

### Назва
Спочатку команда Макларен і преса називали новий болід MCL37, що є продовженням схеми нумерації, яка почалася в 1981 році з McLaren MP4/1 (хоча префікс MP4 був замінений на MCL у 2017 році після відходу Рона Денніса з компанії). Однак в Макларен оголосили, що автомобіль буде названо MCL60 на честь 60-річчя заснування команди Брюсом Маклареном у 1963 році.

### Передісторія розробки
З сезону 2022 року стартувало нове покоління технічного регламенту. MCL36, безпосередній попередник MCL60, здавався конкурентоспроможним під час перших тестів, але виявив серйозну проблему з перегрівом гальм. Ці проблеми обмежили його продуктивність на ранніх етапах сезону та затримали значну частину розробки автомобіля. У вересні 2022 року керівник команди Андреас Зайдль заявив, що лише частина концепції MCL36 буде продовжена в його наступнику. Технічний директор Джеймс Кі сказав, що команда сподівається, що MCL60 вимагатиме менше доопрацювань впродовж сезону порівняно з MCL36. У листопаді 2022 року Зайдль заявив, що вважає, що труднощі команди з MCL36 вплинуть на MCL60, а саме, що відсутність тестування MCL36 і час, потрібний для вирішення проблем з гальмами, затримали початок розробки MCL60. Зайдль, який спочатку мав залишити команду наприкінці 2025 року для нового проекту Audi, покинув команду в середині грудня 2022 року, щоб приєднатись до Sauber, спричинену раптовою відставкою головного виконавчого директора Фредеріка Вассера. Зайдля негайно замінив Андреа Стелла, який був виконавчим директором з перегонів в Макларен.

### Початковий дизайн та розробка
На момент запуску автомобіль вважався еволюцією свого попередника, який сам зазнав серйозних змін протягом сезону 2022 року. Він зберіг незвичайну схему підвіски, яка повернулася на боліди Макларен разом з MCL36. MCL60 має більш жорстку геометрію бічних понтонів з більш агресивним підрізом, частково призначеним для звільнення місця для впускних тунелів ґраунд-ефекту. Вхідний отвір радіатора на кришці двигуна був подовжений, ближче до стилю впускного отвору, який можна побачити на Ferrari F1-75.
Команда заявила, що вони впевнені, що усунули недоліки MCL36, які повязані з аеродинамікою та збереженням гуми. Незважаючи на це, Стелла сказав, що команда «не зовсім задоволена стартовою машиною» і має намір запровадити суттєві оновлення, починаючи з четвертого раунду сезону, Гран-прі Азербайджану. Норріс сказав, що він виступав за те, щоб Макларен змінила свою філософію дизайну, щоб надавати пріоритет керованості, а не максимальну потужність. Він сказав, що певні небажані конструктивні характеристики зберігалися в автомобілях Макларен протягом чотирьох сезонів його роботи в команді та через кілька змін правил, але також сказав, що він не очікує дізнатися, чи команда успішно вирішила це, до передсезонних тестів.

### Ліврея
Ліврея MCL60 багато в чому нагадує дизайн, дебютований на MCL36, але з додатковим відкритим частинами, через які можна побачити вуглецеве волокно, для зменшення ваги. Як і на всіх автомобілях Макларен, починаючи з MCL35, ліврея була нанесена вініловою плівкою, а не фарбою, яка є легшою та аеродинамічно ефективнішою порівняно з пофарбованими автомобілями.

## Історія змагань та оновлень

### Передсезонні тести
Стелла заявив, що головною метою на сезон 2023 року було відновлення команди як лідера серед команд другого ешелону. Під час передсезонних тестів на міжнародному автодромі в Бахрейні команда повторила, що вона не задоволена специфікаціями стартової машини, особливо її надмірним аеродинамічним опором. Піастрі сказав, що MCL60 має ті ж обмеження, що й MCL36, який він випробував під час офіційних післясезонних тестів 2022 року.

## Результати
| Приклад                  | Опис                                                              |
| ------------------------ | ----------------------------------------------------------------- |
| 1                        | Переможець                                                        |
| 2                        | Друге місце                                                       |
| 3                        | Третє місце                                                       |
| 5                        | Фінішував у очковій зоні                                          |
| 12                       | Фінішував поза очковою зоною                                      |
| НКЛ                      | Фінішував, але не класифікований                                  |
| Схід                     | Не фінішував і не класифікований                                  |
| НКВ                      | Не кваліфікований                                                 |
| НПКВ                     | Не передкваліфікований                                            |
| ДСК                      | Дискваліфікований                                                 |
| тест                     | Тестер по п'ятницях                                               |
| НС                       | Брав участь у Гран-прі як бойовий пілот, але не стартував у гонці |
| Т                        | Травмований чи хворий                                             |
| Викл                     | Виключений із протоколу                                           |
| Від                      | Відмова від участі                                                |
| НТР                      | Не брав участі в тренуваннях                                      |
| НПР                      | Не прибув на Гран-прі                                             |
| С                        | Гонка скасована                                                   |
|                          | Не брав участі                                                    |
| Жирний шрифт             | Поул-позиція                                                      |
| Курсив                   | Найшвидше коло                                                    |
| Числоу верхньому індексі | Позиція в спринті, що передбачає нарахування очок                 |

| Рік      | Команда         | Двигун                                 | Шини | Гонщик        | Гран-прі | Гран-прі | Гран-прі | Гран-прі | Гран-прі | Гран-прі | Гран-прі | Гран-прі | Гран-прі | Гран-прі | Гран-прі | Гран-прі | Гран-прі | Гран-прі | Гран-прі | Гран-прі | Гран-прі | Гран-прі | Гран-прі | Гран-прі | Гран-прі | Гран-прі | Очки | Місце |
| Рік      | Команда         | Двигун                                 | Шини | Гонщик        | БАХ      | САУ      | АВС      | АЗЕ      | МАЯ      | МОН      | ІСП      | КАН      | АВТ      | ВЕЛ      | УГО      | БЕЛ      | НІД      | ІТА      | СІН      | ЯПО      | КАТ      | США      | МЕХ      | САП      | ЛВГ      | АБУ      | Очки | Місце |
| -------- | --------------- | -------------------------------------- | ---- | ------------- | -------- | -------- | -------- | -------- | -------- | -------- | -------- | -------- | -------- | -------- | -------- | -------- | -------- | -------- | -------- | -------- | -------- | -------- | -------- | -------- | -------- | -------- | ---- | ----- |
| 2023     | McLaren F1 Team | Mercedes F1 M14 E Performance 1.6 V6 t | P    | Ландо Норріс  | 17       | 17       | 6        | 9        | 17       | 9        | 17       | 13       | 4        | 2        | 2        | 76       | 7        | 8        | 2        | 2        | 3        | 24       | 5        | 2        | Схід     | 5        | 302  | 4     |
| 2023     | McLaren F1 Team | Mercedes F1 M14 E Performance 1.6 V6 t | P    | Оскар Піастрі | Схід     | 15       | 8        | 11       | 19       | 10       | 13       | 11       | 16       | 4        | 5        | Схід2    | 9        | 12       | 7        | 3        | 21       | Схід     | 8        | 14       | 10       | 6        | 302  | 4     |
| Джерело: |                 |                                        |      |               |          |          |          |          |          |          |          |          |          |          |          |          |          |          |          |          |          |          |          |          |          |          |      |       |